# Acta Latgalica
Acta Latgalica (А́кта Латга́лика, на лат. Латгальская хроника/дневник) — научные сборники статей, издаваемые Латгальским исследовательским институтом, содержащие материалы о Латгалии.

## История
Начато издание латгальцами в эмиграции, после Второй мировой войны в 1965 году в Западной Германии, в эмиграции вышло семь томов, восьмой том и последующие вышел на родине в Латгалии после 1991 года. На сегодняшний день вышло 13 томов. Право выпуска из эмиграции передано в ведение Латгальскому исследовательскому институту, где и вышли последующие тома № 8—13.

## Тома издания
- № 1 Западная Германия 1965
- № 2
- № 3
- № 4
- № 5
- № 6
- № 7
- № 8 Латгалия 1993[1]
- № 9
- № 10
- № 11
- № 12
- № 13[2]